# 誓节镇
誓节镇，是中华人民共和国安徽省宣城市广德市下辖的一个乡镇级行政单位。

## 行政区划
誓节镇下辖以下地区：
阮村社区、牌坊社区、东兴村、茆林村、向胜村、苏村、七塔村、石鼓村、坞沙村、杨柯村、红应村、花鼓村、东冲村、余枫村、绿林村、莹山村、胜利村、杨杆村、洪桥村、巫冲村和花鼓林场。